# 731
Вижте пояснителната страница за други значения на 731.

## Починали
- 11 февруари – Григорий II, римски папа